# Tribuno
Tribuno (em latim: tribunus) era o título de diversos diferentes oficiais eleitos na Roma Antiga. Os dois mais importantes foram o tribuno da plebe e o tribuno militar. Durante a maior parte da história romana, um colégio de dez tribunos da plebe atuou como um contrapeso à autoridade do senado romano e dos magistrados anuais, detendo o poder de "ius intercessionis", ou seja, de intervir em prol da plebe para vetar legislações consideradas desfavoráveis. Os tribunos militares comandavam porções do exército romano e se subordinavam aos magistrados mais elevados, como cônsules, pretores, promagistrados e seus legados. Vários outros oficiais do exército romano eram também conhecidos como tribunos e o título também foi utilizado para outras posições e classes sociais durante a história romana.

## Tribuno tribal
A palavra latina tribunus é derivada de tribus, como eram chamadas as |tribos romanas. As três tribos originais, conhecidas como Ramnes ou Ramnenses (os latinos), Tities ou titienses (os sabinos) e Luceres (os etruscos) eram lideradas por um tribuno tribal cada uma, que representava sua tribo em assuntos civis, religiosos e militares. Posteriormente, cada uma das sete tribos servianas também passou a ser representada por um tribuno.

## Tribuno dos céleres
Durante o Reino de Roma, o tribuno dos céleres (em latim: tribunus celerum), que significa "tribuno dos cavaleiros", era o comandante da guarda pessoal do rei de Roma, conhecida como Céleres. Este oficial era segundo apenas ao rei e tinha a autoridade de passar leis, conhecidas como lex tribunicia, de presidir sobre a assembleia das cúrias. A não ser que o próprio rei escolhesse liderar a cavalaria em combate, a responsabilidade era do tribuno dos céleres. Em teoria, ele poderia remover do rei o seu imperium, sua "autoridade comando", com a anuência da assembleia das cúrias.
No reinado de Tarquínio Soberbo, o último rei de Roma, este cargo era ocupado por Lúcio Júnio Bruto, o sobrinho do rei, e, por isso, o membro mais sênior da casa real depois do próprio rei e dos seus filhos. Foi Bruto que convocou a assembleia das cúrias e pediu que o imperium do rei fosse removido. Depois da queda da monarquia romana, os poderes dos tribunos dos céleres foram divididos entre o ditador, conhecido ainda como "mestre da infantaria" (em latim: "magister militum") ou "pretor máximo" (em latim: "praetor maximus"), e seu segundo em comando, o mestre da cavalaria (em latim: "magister equitum").

## Tribuno da plebe

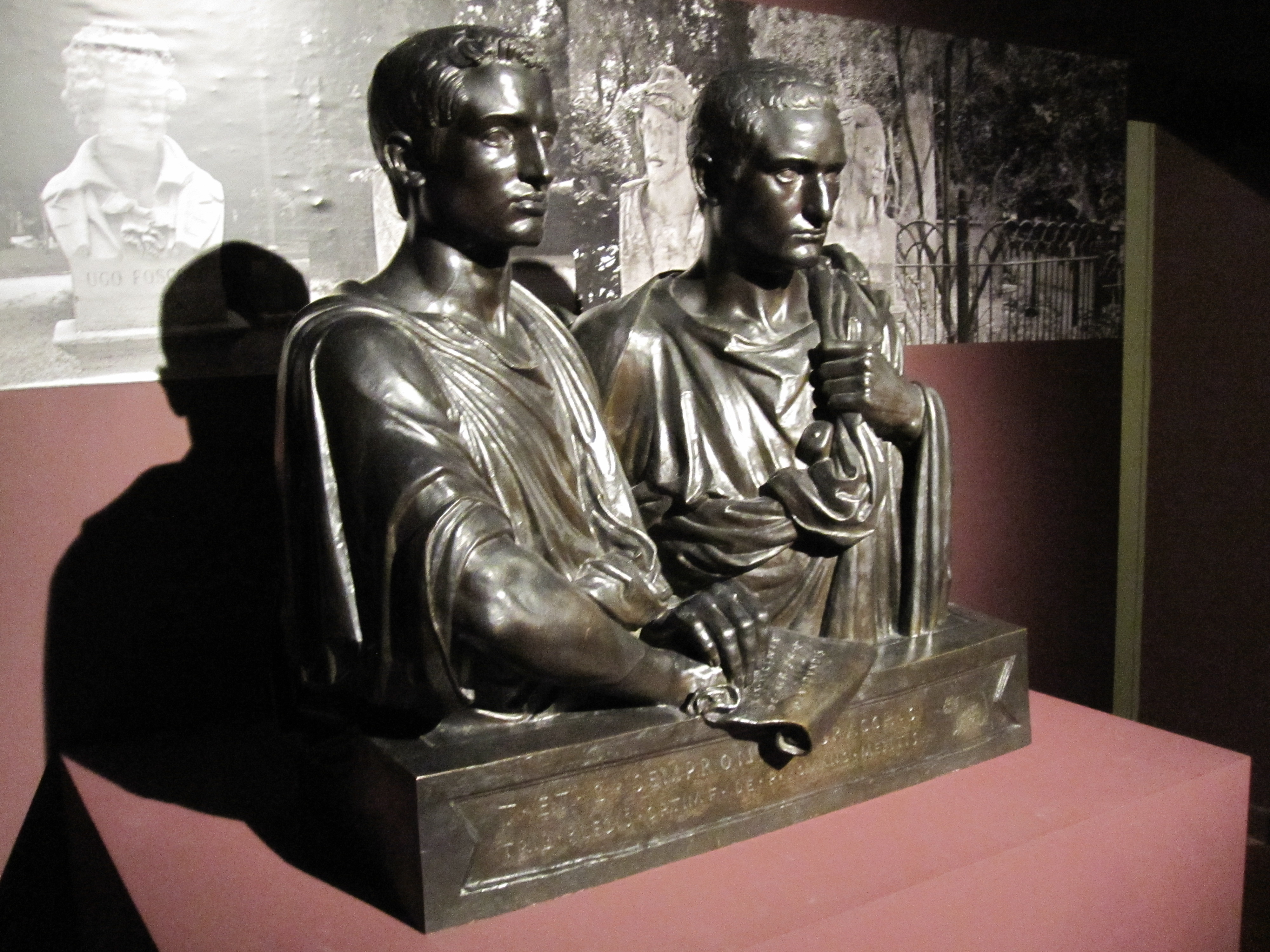
Tibério Graco e Caio Graco, dois dos mais famosos tribunos da plebe da história de Roma

A magistratura do tribuno da plebe foi instituída em 494 a.C., depois da primeira secessão da plebe, para proteger os interesses da plebe contra as ações do senado e dos magistrados anuais, instituições patrícios. Originalmente cinco, o colégio dos tribunos foi aumentado para dez em 457 a.C. e assim permaneceu pelo resto da história romana. Eles eram apoiados pelos edis plebeus (em latim: "aediles plebis"). Apenas plebeus eram elegíveis a estas posição, mas duas exceções são conhecidas.
Os tribunos da plebe tinham o poder de convocar a assembleia da plebe (em latim: "concilium plebis") e de propor novas leis ali. Apenas um dos tribunos podia presidir a assembleia, que tinha o poder de passar leis que afetassem apenas os plebeus, conhecidas como plebiscita ("plebiscitos"). Depois de 287 a.C., os decretos das assembleias da plebe passaram a afetar todos os cidadãos romanos. Já no século III a.C., os tribunos podiam também convocar e propor leis perante o senado.
Embora chamados, às vezes, de "magistrados plebeus", tecnicamente os tribunos da plebe não eram magistrados, por terem sido eleitos apenas pelos plebeus e não por todos os romanos. Porém, eles eram sacrossantos e todos os plebeus estavam obrigados a proteger os tribunos contra qualquer ataque ou interferência durante seus mandatos. Qualquer um que violasse a sacrosanticidade dos tribunos poderia ser executado sem penalidade.
Esta era a fonte do principal poder dos tribunos, conhecido como ius intercessionis ou intercessio, pelo qual qualquer tribuno poderia interceder em prol de um cidadão romano proibindo um ato de um magistrado ou de qualquer outro oficial. Os cidadãos podiam apelar as decisões dos magistrados aos tribunos, que estavam então obrigados a decidir sobre a legalidade do ato antes que o magistrado pudesse prosseguir. Este poder também permitia que os tribunos proibissem (em latim: "veto") qualquer ato do senado ou de qualquer outra assembleia. Apenas o ditador estava isento destes poderes.
O "poder tribunício" (em latim: tribunicia potestas) era limitado pelo fato de derivar do juramento do povo de defender a pessoa dos tribunos, o que limitava suas ações aos limites da cidade e a uma milha de distância do centro. Os tribunos não tinham poder nenhum sobre as ações dos governadores provinciais.
A autoridade dos tribunos foi severamente reduzida durante a ditadura de Lúcio Cornélio Sula em 81 a.C.. Embora seus poderes tenham sido restaurados apenas alguns anos depois, a fundação do Império Romano acabou com a independência e com as prerrogativas dos tribunos. Em 48 a.C., o senado concedeu poderes tribunícios ao ditador Júlio César, que impediu que os demais tribunos interferissem com seus atos. Em 23 a.C., o senado concedeu o mesmo poder a Augusto e, daí em diante, ele passou a ser concedido regularmente a todos os imperadores. Embora a função tenha continuado a existir durante o período imperial, seus poderes e autoridade foram muito diluídos e o tribunato passou a ser apenas um passo no cursus honorum dos plebeus que aspiravam a uma cadeira no senado.

## Tribuno militar
O tribuno militar (em latim: tribunus militum), literalmente "tribuno dos soldados", era eleito anualmente juntamente com os demais magistrados anuais. O número de tribunos militares variou durante a história romana e chegou até o número de vinte e quatro. Eram geralmente homens jovens, com pouco menos de trinta anos e que aspiravam a uma carreira no senado. Cada tribuno recebia o comando de uma porção do exército romano, subordinados aos magistrados e promagistrados nomeados pelo senado ou seus legados.
Dentro de cada uma das legiões romanas, vários oficiais intermediários eram também chamados de "tribunos". Entre eles:
- Tribuno laticlávio (Tribunus laticlavius), um oficial senatorial e o segundo no comando de uma legião; era identificado por uma faixa larga, cujo nome em latim era latíclavo (laticlavus).
- Tribuno angusticlávio (Tribunus angusticlavius), um oficial escolhido entre os equestres, havia cinco em cada legião; identificado por uma faixa estreita, angustíclavo (angusticlavus).
- Tribuno rúfulo (Tribunus rufulus), um oficial escolhido pelo comandante da legião.
- Tribuno titular/vacante (Tribunus vacans), um oficial não nomeado do exército romano tardio e membro do séquito do general responsável.
- Tribuno da coorte (Tribunus cohortis), um oficial comandante de uma coorte, parte de uma legião que geralmente consistia de seis centúrias.
- Tribuno da coorte urbana (Tribunus cohortis urbanae), comandante de uma das coortes urbanas, uma espécie de polícia militar de Roma.
- Tribuno semestral (Tribunus sexmestris), um tribuno servindo por um período de apenas seis meses; não existem evidências para identificar este oficial como sendo um comandante de cavalaria, uma afirmação por vezes encontrada nas fontes.

No período tardio do exército romano, um tribuno era um oficial sênior, geralmente chamado de conde, que comandava um vexillatio de cavalaria. Com "tribounos", sobreviveu no exército bizantino até o século VII.
Do uso do termo "tribuno" para descrever os vários oficiais militares derivou a palavra tribunal, originalmente uma referência à plataforma elevada utilizada pelo tribuno para falar com a tropa ou para administrar a justiça militar.

## Tribuno consular
Em 445 a.C., os tribunos da plebe conseguiram passar a lex Canuleia, que repeliu uma lei proibindo o casamento entre patrícios e plebeus, o que acabou abrindo as portas para que um dos cônsules pudesse ser plebeu. Em vez de permitir que a dignidade consular passasse para as mãos de um plebeu, o senado propôs uma solução intermediária pela qual três tribunos militares, que poderiam ser tanto patrícios quanto plebeus, poderia ser eleitos no lugar dos cônsules. Os primeiros Tribuni militum consulari potestate ("tribunos militares com poderes consulares") foram eleitos em 444 a.C. Embora os plebeus fossem elegíveis, os dois primeiros tribunos consulares foram patrícios.
Os tribunos militares foram eleitos no lugar dos cônsules em metade dos anos entre 444 e 401 a.C. e, em cada casa, todos foram patrícios; nenhum plebeu conseguiu também chegar ao consulado. O número de tribunos aumentou para quatro no início de 426 a.C. e seis no início de 405 a.C.. Finalmente, os plebeus conseguiram eleger quatro de seus tribunos militares para o ano 400 a.C.; outros foram eleitos em 399, 396, 383 e 379 a.C.. Mas, fora estes anos, nenhum plebeu conseguiu obter os cargos mais altos do senado.
O monopólio do poder foi finalmente rompido por Caio Licínio Calvo Estolão e Lúcio Sêxtio Laterano, tribunos da plebe que, em 376 a.C., apresentaram leis que exigiam não apenas que um dos cônsules "pudessem" ser plebeus, mas que, dali em diante, um deles "deveria" ser um. Quando o senado recusou o pleito, tribunos vetaram as eleições anuais por cinco anos antes de cederem e permitirem as eleições de tribunos consulares entre 370 e 367. No final — e com a ajuda do ditador Marco Fúrio Camilo — o senado cedeu e passou a Lex Licinia Sextia. Sêxtio foi eleito o primeiro cônsul plebeu da história de Roma, seguido por Licínio dois anos depois. Com o acordo, o cargo de tribuno consular foi extinto.

## Tribuno do tesouro
A natureza exata do tribuno do tesouro ou tribuno do erário (em latim: tribuni aerarii) está envolta em mistério. Originalmente, a função parece ter sido uma espécie de coletor de impostos, mas este poder foi lentamente sendo perdido para outros oficiais. No final da República Romana, o cargo era ocupado por pessoas ligeiramente abaixo do status dos equestres em riqueza, os erários. Quando os júris romanos foram reformados, em 70 a.C., ficou estipulado que um terço dos membros de cada júri deveria pertencer a esta classe.